# ゲーリー・スティーヴンス (1962年生のサッカー選手)
ゲーリー・アンドリュー・スティーヴンス（Gary Andrew Stevens, 1962年3月30日 -）は、イングランド・ロンドン・ヒリンドン区出身の元サッカー選手。
1986 FIFAワールドカップのイングランド代表メンバー。

## 経歴
1979年9月15日、17歳でブライトン・アンド・ホーヴ・アルビオンFCのトップチームデビューを果たす。1982-83シーズン、チームはFAカップ決勝に進出。マンチェスター・ユナイテッドFCとの決勝戦では87分に同点ゴールを挙げた。しかし、再戦の末4-0で敗れ、優勝は成らなかった。
1983年、35万ポンドの移籍金でトッテナム・ホットスパーFCに移籍。移籍初年度の1983-84シーズンにUEFAカップ優勝に貢献。1984年からはイングランド代表に招集され、1986年には1986 FIFAワールドカップの代表メンバーに同名のゲーリー・スティーヴンス (1963年生のサッカー選手)と共に選ばれた。1986-87シーズンにチームはFAカップ決勝に進んだが、コヴェントリー・シティFCに敗れ、自身はまたしても準優勝に終わった。
1990年にポーツマスFCへと移籍したが、怪我の影響で1992年に現役を引退した。